# Malga Vecchia (Sporminore)
Malga Vecchia è un bivacco situato nel comune di Sporminore, in Provincia di Trento, a 1930 m. È situata nel versante orientale del Sottogruppo della Campa, nel Gruppo di Brenta, nel territorio del Parco naturale Adamello Brenta.

## Descrizione

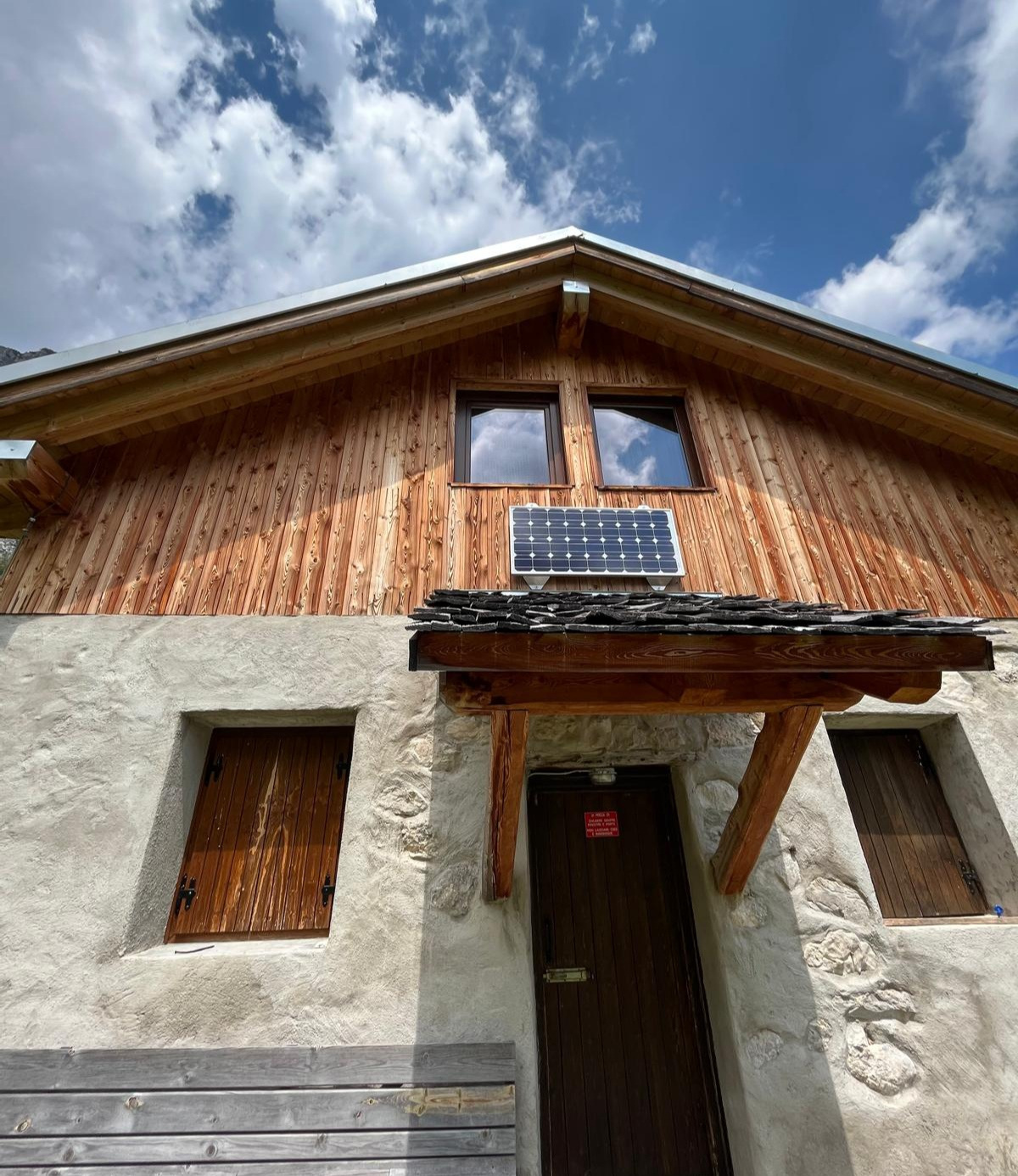
Ingresso della Malga Vecchia

Il bivacco è di proprietà del Comune di Sporminore. Ha 18 posti letto, materassi, coperte, tavolo, panca e stufa. Si trova nell'alta Val Goslada, nel Sottogruppo della Campa.

## Accessi
- Da Sporminore seguendo il sentiero SAT 360. (Ore: 4).[2]
- Da Lover seguendo il sentiero SAT 362 fino alla località La Mandria. Da qui si prosegue sul sentiero 361 fino alla località Col (2007 m), dove si incontra il sentiero 360 che conduce alla Malga.

## Traversate
- Malga Campa: seguendo i sentieri SAT 360, 361 e 363. (Ore: 1.30).
- Malga Spora: seguendo i sentieri 360 e 338, passando per il Pas de le Madonine (o Bocchetta della Sporata) e la Sella del Montòz (2327 m). (Ore: 3.30).[2]

## Ascensioni
- Monte Corona (2562 m): seguendo il sentiero SAT 360.
- Croz de la Madona (o Cima della Sporata) (2494 m).
- Cima Borcola (2392 m). (Ore: 1.20).